# Rotvatnet (Innlandet)
Der Rotvatnet (auch Rotvatn) ist ein kleiner See auf dem Gebiet der Gemeinde Nordre Land in der Fylke (Provinz) Innlandet, Norwegen.
Der See liegt auf etwa 800 m Höhe rund 12 km (Luftlinie) nordwestlich von Dokka, dem Verwaltungszentrum der Gemeinde. Er ist etwa 1,1 km lang von Ost nach West und etwa 500 m breit von Nord nach Süd. Er entwässert über kleine Bachläufe zunächst in den nur 200 m weiter südlich gelegenen ca. 200 × 200 m großen Kleinen Rotvatnet (Vesle Rotvatnet, Lille Rotvatnet) und von dort erst nach Westen und dann nach Süden in den Etna. 
Der See ist über eine unbefestigte Straße erreichbar, die von seinem Südufer nach Westen zum Leppdalsvegen verläuft; dieser zweigt mit der Fv189 („Nordgardslinna“) etwa 9 km westlich von Dokka von der Fv33 („Nordsinni“) nach Norden ab.